# Nederlandse kampioenschappen atletiek 1965

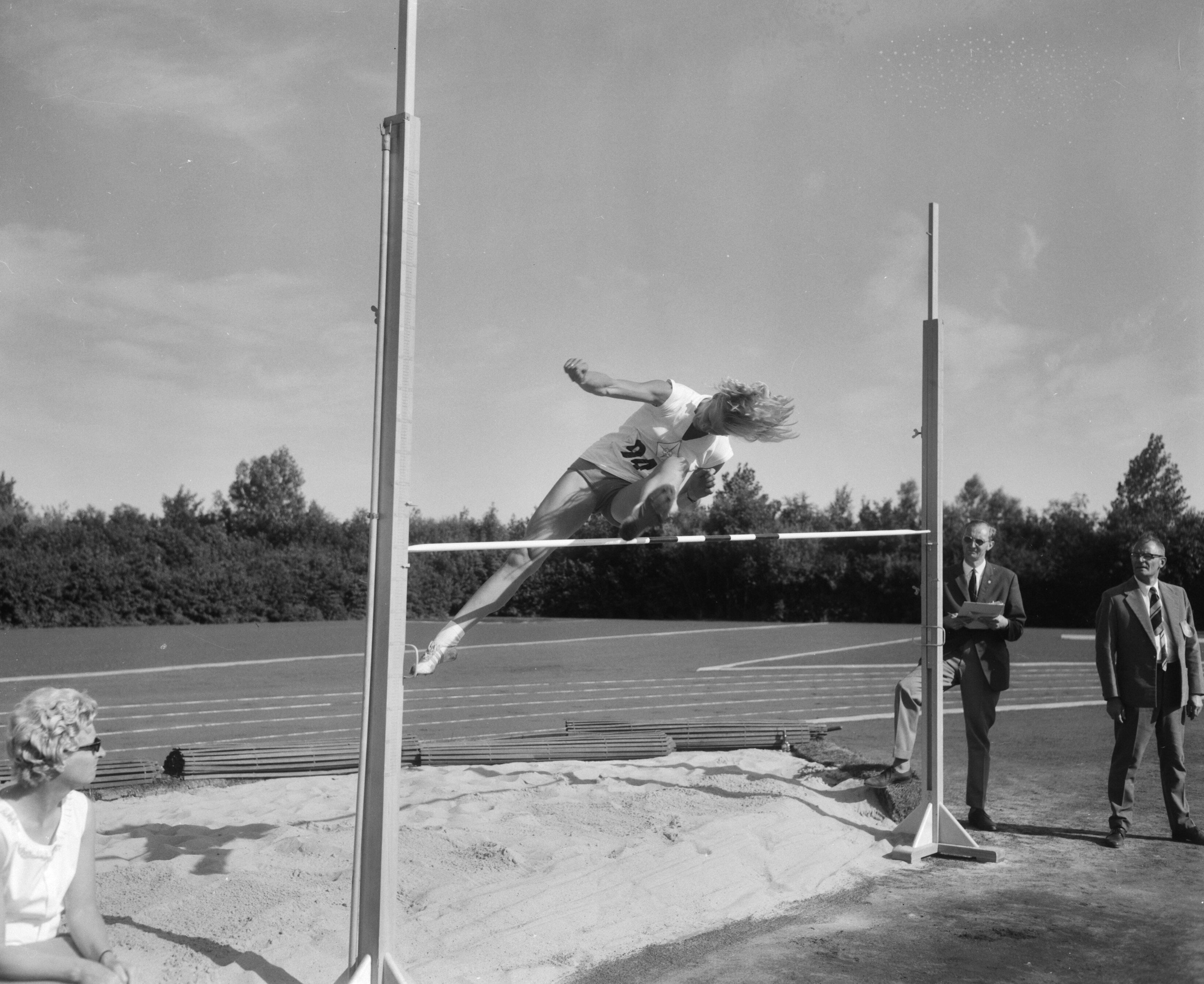
Hoogspringen - Marjan Thomas

In 1965 werden de Nederlandse kampioenschappen atletiek gehouden op 14 en 15 augustus op de sintelbaan van het Stadspark in Groningen. De organisatie lag in handen van het district Groningen-Drente van de KNAU. De weersomstandigheden waren zomers.
De Nederlandse atletiekkampioenschappen op de 3000 m steeple werden op 7 en 8 augustus gehouden in Haarlem op de sintelbaan van het Pim Mullier sportpark.
Het NK op het nummer 200 meter horden voor mannen werd op 3 oktober gehouden in Delft op de sintelbaan aan de Brasserkade tijdens de nationale jeugdmeerkampen.
Het Nederlands kampioenschap vijfkamp (dames) en tienkamp (heren) vond op 18 en 19 september plaats in het complex "De Vijf Sluizen" in Vlaardingen.

## Uitslagen

### 100 m
| rang   | atleet        | prestatie |
| ------ | ------------- | --------- |
| Goud   | Leo de Winter | 10,5 s    |
| Zilver | Rob Heemskerk | 10,6 s    |
| Brons  | Ron Popma     | 10,6 s    |

| rang   | atlete         | prestatie |
| ------ | -------------- | --------- |
| Goud   | Corrie Bakker  | 11,7 s    |
| Zilver | Truus Cruiming | 11,9 s    |
| Brons  | Lidy Vonk      | 12,0 s    |

### 200 m
| rang   | atleet        | prestatie |
| ------ | ------------- | --------- |
| Goud   | Rob Heemskerk | 20,9 s    |
| Zilver | Jaap Smit     | 21,0 s    |
| Brons  | Leo de Winter | 21,2 s    |

| rang   | atlete         | prestatie |
| ------ | -------------- | --------- |
| Goud   | Truus Cruiming | 24,2 s    |
| Zilver | Lia Hinten     | 24,3 s    |
| Brons  | Hilda Slaman   | 24,4 s    |

### 400 m
| rang   | atleet           | prestatie |
| ------ | ---------------- | --------- |
| Goud   | Thom van Rooijen | 48,0 s    |
| Zilver | Fred van Herpen  | 48,5 s    |
| Brons  | Ton Schuyt       | 48,9 s    |

| rang   | atlete          | prestatie |
| ------ | --------------- | --------- |
| Goud   | Hilda Slaman    | 53,1 s    |
| Zilver | Geesje Soesbeek | 56,0 s    |
| Brons  | Mieke Sterk     | 57,9 s    |

### 800 m
| rang   | atleet        | prestatie |
| ------ | ------------- | --------- |
| Goud   | Chris Konings | 1.52,1    |
| Zilver | Henny Smit    | 1.52,9    |
| Brons  | Arie Schaper  | 1.53,6    |

| rang   | atlete             | prestatie |
| ------ | ------------------ | --------- |
| Goud   | Ilja Laman         | 2.06,8    |
| Zilver | Janny van Eyck-Vos | 2.07,1    |
| Brons  | Gerda Kraan        | 2.10,1    |

### 1500 m
| rang   | atleet           | prestatie |
| ------ | ---------------- | --------- |
| Goud   | Henk Snepvangers | 3.46,8    |
| Zilver | Ton Blok         | 3.47,3    |
| Brons  | Wim Würster      | 3.49,0    |

### 5000 m
| rang   | atleet          | prestatie |
| ------ | --------------- | --------- |
| Goud   | No op den Oordt | 14.33,6   |
| Zilver | Egbert Nijstad  | 14.34,6   |
| Brons  | Piet Beelen     | 14.34,8   |

### 10.000 m
| rang   | atleet              | prestatie |
| ------ | ------------------- | --------- |
| Goud   | Egbert Nijstad      | 31.30,8   |
| Zilver | Rudi Mol            | 31.45,8   |
| Brons  | Jacques van Eekelen | 31.53,2   |

### 110 m horden/80 m horden
| rang   | atleet           | prestatie |
| ------ | ---------------- | --------- |
| Goud   | Marius Bos       | 14,7 s    |
| Zilver | Eef Kamerbeek    | 15,1 s    |
| Brons  | Ed de Noorlander | 15,2 s    |

| rang   | atlete          | prestatie |
| ------ | --------------- | --------- |
| Goud   | Lia Hinten      | 11,2 s    |
| Zilver | Ria van Slooten | 11,4 s    |
| Brons  | Hilly Gankema   | 11,4 s    |

### 200 m horden
| rang   | atleet          | prestatie |
| ------ | --------------- | --------- |
| Goud   | Marius Bos      | 24,7 s    |
| Zilver | Peter Dellensen | 25,7 s    |
| Brons  | Wim Krijnen     | 26,1 s    |

### 400 m horden
| rang   | atleet          | prestatie |
| ------ | --------------- | --------- |
| Goud   | Tiemen Veneboer | 53,6 s    |
| Zilver | Paul Krooneburg | 54,5 s    |
| Brons  | Jan ten Seldam  | 55,3 s    |

### 3000 m steeple
| rang   | atleet              | prestatie |
| ------ | ------------------- | --------- |
| Goud   | Jacques van Eekelen | 9.16,6    |
| Zilver | Rinus de Schipper   | 9.22,2    |
| Brons  | Frans Hessels       | 9.43,6    |

### Verspringen
| rang   | atleet            | prestatie |
| ------ | ----------------- | --------- |
| Goud   | Huub Pappers      | 7,22 m    |
| Zilver | Joop Kant         | 7,12 m    |
| Brons  | René van de Water | 6,92 m    |

| rang   | atlete          | prestatie |
| ------ | --------------- | --------- |
| Goud   | Corrie Bakker   | 6,23 m    |
| Zilver | Hilly Gankema   | 5,82 m    |
| Brons  | Liberta Lansink | 5,72 m    |

### Hink-stap-springen
| rang   | atleet       | prestatie |
| ------ | ------------ | --------- |
| Goud   | Jannes Adams | 14,34 m   |
| Zilver | Joop Kant    | 14,21 m   |
| Brons  | Kees de Kort | 14,00 m   |

### Hoogspringen
| rang   | atleet           | prestatie |
| ------ | ---------------- | --------- |
| Goud   | Ed de Noorlander | 1,93 m    |
| Zilver | Jaap Waterlander | 1,90 m    |
| Brons  | Bert Krijnen     | 1,85 m    |

| rang   | atlete               | prestatie |
| ------ | -------------------- | --------- |
| Goud   | Marjan Thomas        | 1,64 m    |
| Zilver | Marjan van der Staal | 1,58 m    |
| Brons  | Marjan van der Raadt | 1,58 m    |

### Polsstokhoogspringen
| rang   | atleet        | prestatie |
| ------ | ------------- | --------- |
| Goud   | Servee Wijsen | 4,20 m    |
| Zilver | Fred Krikke   | 4,00 m    |
| Brons  | Bert Krijnen  | 4,00 m    |

### Kogelstoten
| rang   | atleet            | prestatie |
| ------ | ----------------- | --------- |
| Goud   | Piet van der Kruk | 16,09 m   |
| Zilver | Cees van Wees     | 15,91 m   |
| Brons  | Herman Timme      | 15,59 m   |

| rang   | atlete                | prestatie |
| ------ | --------------------- | --------- |
| Goud   | Loes Boling           | 14,61 m   |
| Zilver | Els van Noorduyn      | 13,84 m   |
| Brons  | Esther Goedhart-Schot | 13,18 m   |

### Discuswerpen
| rang   | atleet        | prestatie |
| ------ | ------------- | --------- |
| Goud   | Cees Koch     | 51,76 m   |
| Zilver | Herman Timme  | 48,12 m   |
| Brons  | Eef Kamerbeek | 46,92 m   |

| rang   | atlete               | prestatie |
| ------ | -------------------- | --------- |
| Goud   | Loes Boling          | 46,18 m   |
| Zilver | Ester Goedhart-Schot | 43,92 m   |
| Brons  | Bep Toussaint        | 43,44 m   |

### Speerwerpen
| rang   | atleet               | prestatie |
| ------ | -------------------- | --------- |
| Goud   | Piet Olofsen         | 68,49 m   |
| Zilver | Frans van der Heyden | 66,30 m   |
| Brons  | W. van der Pan       | 61,38 m   |

| rang   | atlete                    | prestatie |
| ------ | ------------------------- | --------- |
| Goud   | Wil Hulshof-van Montfoort | 46,25 m   |
| Zilver | Greet Versterre           | 43,23 m   |
| Brons  | Carry Piller              | 41,39 m   |

### Kogelslingeren
| rang   | atleet         | prestatie |
| ------ | -------------- | --------- |
| Goud   | Wim Schoemaker | 48,94 m   |
| Zilver | Herman Buuts   | 46,06 m   |
| Brons  | Eef Kamerbeek  | 44,60 m   |

### Tienkamp/Vijfkamp
| rang   | atleet           | prestatie |
| ------ | ---------------- | --------- |
| Goud   | Ed de Noorlander | 7087 p    |
| Zilver | Hans de Haas     | 6702 p    |
| Brons  | Eef Kamerbeek    | 6538 p    |

| rang   | atlete           | prestatie |
| ------ | ---------------- | --------- |
| Goud   | Liberta Lansink  | 4113 p    |
| Zilver | Tilly van Houten | 4080 p    |
| Brons  | Nel van der Veen | 3984 p    |

1904 · 
1908 · 
1909 · 
1910 · 
1911 · 
1912 · 
1913 · 
1914 · 
1915 · 
1917 · 
1918 · 
1919 · 
1920 · 
1921 · 
1922 · 
1923 · 
1924 · 
1925 · 
1926 · 
1927 · 
1928 · 
1929 · 
1930 · 
1931 · 
1932 · 
1933 · 
1934 · 
1935 · 
1936 · 
1937 · 
1938 · 
1939 · 
1940 · 
1941 · 
1942 · 
1943 · 
1944 · 
1946 · 
1947 · 
1948 · 
1949 · 
1950 · 
1951 · 
1952 · 
1953 · 
1954 · 
1955 · 
1956 · 
1957 · 
1958 · 
1959 · 
1960 · 
1961 · 
1962 · 
1963 · 
1964 · 
1965 · 
1966 · 
1967 · 
1968 · 
1969 · 
1970 · 
1971 · 
1972 · 
1973 · 
1974 · 
1975 · 
1976 · 
1977 · 
1978 · 
1979 · 
1980 · 
1981 · 
1982 · 
1983 · 
1984 · 
1985 · 
1986 · 
1987 · 
1988 · 
1989 · 
1990 · 
1991 · 
1992 · 
1993 · 
1994 · 
1995 · 
1996 · 
1997 · 
1998 · 
1999 · 
2000 · 
2001 · 
2002 · 
2003 · 
2004 · 
2005 · 
2006 · 
2007 · 
2008 · 
2009 · 
2010 · 
2011 · 
2012 · 
2013 · 
2014 · 
2015 · 
2016 ·
2017 ·
2018 ·
2019 ·
2020 ·
2021 ·
2022 ·
2023 ·
2024 ·
2025